# 埃及標準時間
| 黑色 | UTC-1︰佛得角時間                                            |
| 绿色 | UTC︰欧洲西部时间 · 格林尼治標準時間                         |
| 蓝色 | UTC+1︰欧洲中部时间 · 西非時間 · 欧洲西部夏令时间            |
| 紅色 | UTC+2︰欧洲东部时间 · 中非時間 · 西非夏令時間 · 南非標準時間 |
| 黃色 | UTC+3︰欧洲东部夏令时间 · 東非時間                           |
| 灰色 | UTC+4︰毛里裘斯時間 · 塞舌爾時間                             |

|  | UTC+02:00           | 埃及標準時間                                                                                          |
|  | UTC+02:00 UTC+03:00 | 欧洲东部时间 / 以色列標準時間 / 巴勒斯坦标准时间 欧洲东部夏令时间 / 以色列夏令时间 / 巴勒斯坦夏令时间 |
|  | UTC+03:00           | 阿拉伯标准时间 / 土耳其时间 / 約旦标准时间                                                            |
|  | UTC+03:30           | 伊朗標準時間                                                                                          |
|  | UTC+04:00           | 波斯湾标准时间                                                                                        |

埃及標準時間是埃及全國所使用的時區，其標準時間為UTC+2。夏令時間為UTC+3，在4月的最后一个星期五开始至10月的最后一个星期五间实行。
2011年4月21日，埃及政府取消实行夏令时间，全年实行标准时间。
2014年5月7日，埃及政府决定从2014年5月15日起除斋月外，实行夏令时间。
埃及標準時間與欧洲东部时间、以色列標準時間等屬同一時區。

## 外部連結
- 埃及時間 （页面存档备份，存于）